# Districtul Ban Hong
Ban Hong (în thailandeză บ้านโฮ่ง) este un district (Amphoe) din provincia Lamphun, Thailanda, cu o populație de 42.697 de locuitori și o suprafață de 596,9 km².

## Componență
Districtul este subdivizat în 5 subdistrict (tambon), care sunt subdivizate în 59 de sate (muban).
| Nr. | Nume           | În thailandeză | Sate | Locuitori |  |
| --- | -------------- | -------------- | ---- | --------- |  |
| 1.  | Ban Hong       | บ้านโฮ่ง         | 18   | 15,186    |  |
| 2.  | Pa Phlu        | ป่าพลู           | 12   | 7,758     |  |
| 3.  | Lao Yao        | เหล่ายาว        | 12   | 9,641     |  |
| 4.  | Si Tia         | ศรีเตี้ย          | 9    | 6,031     |  |
| 5.  | Nong Pla Sawai | หนองปลาสะวาย   | 8    | 4,081     |  |